# Nidžara Munković
Nidžara Munković (Sarajevo, 1º settembre 1973) è un'ex cestista bosniaca.

## Carriera
Con la Bosnia ed Erzegovina ha disputato due edizioni dei Campionati europei (1997, 1999).